# フーベルト・ザルヴァトール・フォン・エスターライヒ＝トスカーナ
フーベルト・ザルヴァトール・フォン・エスターライヒ＝トスカーナ（Hubert Salvator Erzherzog von Österreich-Toskana, 1894年4月30日 - 1971年3月24日）は、オーストリア＝ハンガリー（二重帝国）の皇族、軍人。オーストリア共和国では1919年よりフーベルト・ザルヴァトール・ハプスブルク＝ロートリンゲン（Hubert Salvator Habsburg-Lothringen）の市民名を名乗った。

## 生涯
ハプスブルク＝トスカーナ家のフランツ・ザルヴァトール大公と、その妻で皇帝フランツ・ヨーゼフ1世の末娘マリー・ヴァレリー大公女の間の第3子、次男として生まれた。全名はフーベルト・ザルヴァトール・ライナー・マリア・ヨーゼフ・イグナティウス（Hubert Salvator Rainer Maria Joseph Ignatius ,Erzherzog von Österreich, Prinz von Toskana）である。第1次世界大戦が勃発すると、第4竜騎兵連隊所属の中尉および騎兵中隊長として任官し、ブク川攻勢やドゥブノ進軍に参加した。その後、ドロミーティ地方で戦っていた第9山岳旅団所属の伝令騎兵士官に転任。1914年に金羊毛騎士団の騎士に列した。
1917年9月から11月にかけ、新皇帝カール1世から依頼され、東洋学者アロイス・ムージルらと共に外交上の使命を帯びて小アジア、シリア、パレスティナを訪れた。その任務は、オスマン帝国への政治的・軍事的影響力における同盟国ドイツ帝国との競争において、二重帝国をより有利な立場にすることであった。フーベルトはこの外交使節団の表向きの団長であり、実質上の使節団の指導者は専門家のムージルだった。
使節団は軍事視察の他にオスマン帝国軍将兵や東方キリスト教徒との交流行事も行った。これは「ハプスブルク家の東方世界における信仰の守護者としての役割」を示そうというカール1世帝の夢想を叶えようとするものだった。カール皇帝は東方キリスト教徒を支える西洋の文明守護者の役割を演じることを望んでいた。使節団は経済的、学術文化的、宣伝工作的な動機を帯びていたが、これらは全て軍事的な側面の隠れ蓑に過ぎなかった。
経験豊かなオーストリア駐オスマン帝国大使のヤーノシュ・フォン・パラヴィチーニ侯爵は、無知な若者が使節として来ればオスマン政府との揉め事の種になると心配して、フーベルトの使節団の来訪を妨害しようとしたが、フーベルトが現地の世情や情勢を非常によく学んでいると知り、安堵した。オスマン帝国に軍事全権委員として滞在していた二重帝国のユゼフ・ポミャンコフスキ陸軍中将は、「（フーベルト大公は）その謙虚で愛想のよい振舞と一途な生真面目さによって、これ以上無いほどの好印象を与えられ、非常に多くの外国人達から慕われた」と評している。
敗戦と二重帝国の崩壊後、フーベルトは家族と共にハプスブルク法を受け入れてオーストリア市民となった。1920年、インスブルック大学で法学博士号を取得した。ハプスブルク法を受け入れたことで元皇帝カール1世の不興を買い、金羊毛騎士団から一旦は除名されたが、1922年に父と共に同騎士団への復帰を許された。フーベルトはペルゼンボイクに所有する広大な森林の経営に専念した。彼は自分の経営する広大な地所に「シュロイゼン＝フーブシ（Schleusen-Hubsi）」という企業名を付けた。1924年に母が死ぬと、バート・イシュルのカイザーヴィラを相続した。1934年よりオーストロファシズムの時代に入ると、フーベルトは護国団の幹部ポストである地区指導者（Gauführer）として活動した。
第2次世界大戦後、連合軍軍政期にはペルゼンボイクの村議会議長に任命された。1971年、他のハプスブルク家の親族8人と共同で所有していたペルゼンボイク城で没した。

## 子女
1926年11月25日（民事婚）および11月26日（宗教婚）にアンホルト城において、ザルム＝ザルム侯世子エマヌエルとその妻であるオーストリア大公女マリア・クリスティーナの娘ローゼマリー（1904年 - 2001年）と結婚し、間に13人の子女をもうけた。
- フリードリヒ・ザルヴァトール・フランツ・カール・ライナー・ユダス・タデウス・アレクサンダー・マクシミリアン・シュテファン・フランツィスクス・ピウス・アロイス（1927年 - 1999年） - 1955年、伯爵令嬢マルガレーテ・カールノキ・フォン・ケレシュパタクと結婚
- アグネス・クリスティーナ・フランツィスカ・カロリーネ・テレジア・ラファエラ・ヨハンナ・マグダレーナ・フーベルタ・ヨーゼファ・イグナティア（1928年 - 2007年） - 1949年、リヒテンシュタイン侯子カール・アルフレート[注釈 1]と結婚
- マリア・マルガレータ・エリーザベト・フランツィスカ・ヨーゼファ・ヴァレリア・エマヌエーラ・ミヒャエラ・フィリッパ・ローザ・フーベルタ・イグナティア（1930年 - ）
- マリア・ルドヴィーカ・イザベラ・アルフォンサ・アンナ・タデア・フェルナンダ・カタリーナ・フーベルタ・マリー・ヨーゼファ・イグナティア（1931年 - 1999年）
- マリア・アーデルハイト・テオドーラ・アントーニア・バルトロメア・レオポルダ・アマーリア・マティルデ・マルクス・ダヴィアノ・フーベルタ・ヨーゼファ・イグナティア（1933年 - ）
- エリーザベト・マティルデ・カロリーネ・アルベルタ・ヤコベア・マルティーナ・ヘレーナ・ルツィア・マリア・ヨーゼファ・フーベルタ・イグナティア（1935年 - 1998年） - 1959年、アウエルスペルク侯子ハインリヒと結婚
- アンドレアス・ザルヴァトール・ガブリエル・ゴットフリート・ペトルス・パウルス・アウグスティヌス・ゼフェリヌス・マリア・ヨゼフス・フーベルトゥス・イグナティウス（1936年 - ） - 1986年にマリア・エスピノサ・デ・ロス・モンテロス・イ・ロシロと結婚（離婚）、2001年に伯爵令嬢ヴァレリー・フォン・ポドスタツキー＝リヒテンシュタインと結婚
- ヨーゼファ・ヘートヴィヒ・ゲオルギア・ヘンリエッタ・バルバラ・アガーテ・シュテファナ・マティア・コロマン・マリア・フーベルタ・イグナティア（1937年 - ） - 1969年、クレメンス・フォン・ヴァルトシュタイン＝ヴァルテンベルク伯爵と結婚
- ヴァレリー・イザベレ・マリー・アンナ・アルフォンサ・デジデリア・ブリギッテ・ゾフィア・トマジア・フーベルタ・ヨーゼファ・イグナティア（1941年 - ）  - 1966年、バーデン辺境伯マクシミリアン・アンドレアスと結婚
- マリア・アルベルタ・ドミニカ・ベネディクタ・ドロテア・フェリーツィタス・ベアトリクス・ジモン・ヨゼファト・フーベルタ・ヨーゼファ・イグナティア（1944年 - ） - 1969年、アレクサンダー・フォン・コトヴィッツ＝エルデーディ男爵と結婚
- マルクス・エマヌエル・ザルヴァトール・フランツィスクス・デ・パウラ・スタニスラウス・グレゴリウス・ヨゼファト・フローリアン・マリア・ヨーゼフ・フーベルト・イグナティウス（1946年 - ） - 1982年、Hildegard Jungmayrと結婚（貴賤結婚）
- ヨハン・マクシミリアン・ザルヴァトール・ベネディクトゥス・アンブロジウス・ピウス・ルーカス・ヴォルフガング・マリア・ヨーゼフ・フーベルト・イグナティウス（1947年 - ） - 1977年、Annemarie Stummerと結婚（貴賤結婚）
- ミヒャエル・ザルヴァトール・コンラート・ヨハンネス・アロイジウス・フランツィスクス・クサヴェリウス・バルナバス・アントニウス・マリア・ヨーゼフス・フーベルトゥス・イグナティウス（1949年 - ） - 1992年、エーファ・アントーニア・フォン・ホフマンと結婚

## 引用・脚注
1. 1 2 3  Brigitte Hamann (Hrsg.): Die Habsburger. Ein biographisches Lexikon. Piper, München 1988, ISBN 3-4920-3163-3, S. 156.
2. 1 2 3 4  Robert-Tarek Fischer: Österreich im Nahen Osten. Die Grossmachtpolitik der Habsburgermonarchie im Arabischen Orient 1633–1918. Böhlau, Wien 2006, ISBN 3-20577-459-0, S. 274ff.
3. 1 2 3  Wolfdieter Bihl: Die Kaukasuspolitik der Mittelmächte. Teil 1: Ihre Basis in der Orient-Politik und ihre Aktionen 1914-1917. Böhlau, Wien/Köln/Graz 1975, S. 136 und 140.
4. ↑  Helmut Wohnout: Das österreichische Hospiz in Jerusalem. Geschichte des Pilgerhauses an der Via Dolorosa. Böhlau, Wien 2000, ISBN 3-20599-095-1, S. 116f.
5. ↑  Leopold Auer (Hrsg.): Das Haus Österreich und der Orden vom Goldenen Vlies. Beiträge zum wissenschaftlichen Symposium am 30. November und 1. Dezember 2006 in Stift Heiligenkreuz. Leopold Stocker, Graz 2007, ISBN 978-3-7020-1172-7, S. 71.
6. ↑  Profil, Nr. 23, 1992, S. 135.
7. ↑  Harry Slapnicka: Das Schicksal der Ischler Kaiservilla nach dem Tod von Kaiser Franz Joseph. Ein bemerkenswertes Denkmal österreichischer Geschichte. (PDF; 481 kB) S. 187f.
8. ↑  Ernst Trost: Die Donau. Lebenslauf eines Stromes. Molden, Wien 1968, S. 183.

1. ↑  リヒテンシュタイン侯フランツ・ヨーゼフ2世の弟。